# 大杉宜弘
大杉宜弘（日语：／，1974年1月17日—）是日本男性动画师、动画导演。北海道旭川市出身。有时亦会被误作为“大杉宣弘”等名字。

## 生平
从出生到7岁左右在旭川市居住，后来移居到札幌市。他是藤子不二雄和手冢治虫的粉丝，小时候梦想成为漫画家。高中时曾把搞笑漫画的原稿带进小学馆的编辑部，却被评价“是2、3年级左右水平的作品”。高中毕业后作为第一期生进入代代木动画学院札幌分校。1993年在该校中途退学后，作为动画师进入亚细亚堂。最初参与制作的作品是『忍者乱太郎』。同时有岸诚二、中原久文等人参与制作。1997年，从亚细亚堂辞职，作为自由职业者开始了自己的动画生涯。他的转机的作品，是参加了原画制作的『大雄的结婚前夜』（1999年，监督：渡边步）。据说这之前被相识的动画师加来哲郎邀请称「渡边监督的宗旨，绝对适合你！」，并决定与他参加最初的洽商。虽然他在《结婚前夜》之前也曾参与过《哆啦A梦》制作，但是自从这部作品以后，就不仅仅负责制作系列作品的原画，也在电影《大雄之宇宙英雄记》（2015年）中首次担任导演。后来还担任了2017年7月28日播出的更新版的《哆啦A梦》的主编。大杉亦经常参加制作亚细亚堂、吉卜力工作室等公司的作品。